# Boerhavia crispifolia
Boerhavia crispifolia är en underblomsväxtart som beskrevs av Francis Raymond Fosberg. Boerhavia crispifolia ingår i släktet Boerhavia och familjen underblomsväxter. Inga underarter finns listade i Catalogue of Life.